# Bob Tawa Danaya
Bob Tawa Danaya, född 16 mars 1955, är en papuansk politiker. Han var guvernör i provinsen Western på Papua Nya Guinea mellan 2002 och 2012.